# Хидроелектрана Бајина Башта
Хидроелектрана Бајина Башта послује у оквиру предузећа Дринско-лимске хидроелектране које су у саставу Електропривреде Србије.
Проточна хидроелектрана „Бајина Башта” у Перућцу највећи је хидроенергетски објекат саграђен на реци Дрини.

## Карактеристике
Река Дрина је преграђена бетонском браном високом 90,5 метара и дугачком 460 метара, која формира вештачко језеро Перућац. Акумулационо језеро у дужини од 52 km протеже се до Вишеграда. Уз брану се налази машинска зграда са 4 агрегата појединачне снаге 105.6 MW, који годишње у просеку произведу 1.522 GWh. Турбине су инсталационе снаге 109 MW са 136,36 обртаја у минуту. Генератори су активне снаге 105,6 MW. Блок трансформатор је номиналне снаге од 112 MVA. У објекте ове хидроелектране уграђено је 250.000 тона цемента, 11.000 тона бетонског гвожђа и утрошено око 30.000 m³ грађе.

## Историја
Пре Другог светског рата, идеју о градњи објекта на Дрини имао је инжењер Миладин Пећинар. Он је тада урадио предлог изградње хидроенергетског постројења, на профилу који је касније усвојен.
Прва фаза изградње ХЕ ”Бајина Башта” отпочета је 1961. године, а завршени су радови у мају 1962. године. Обухватала је радове на прокопавању новог корита Дрине, на десној обали реке, док је на левој половини корита изграђен бетонски загат.
Друга фаза изградње започела је рушењем загата прве фазе, масовним минирањем у мају 1964. године. За скретање реке кроз ламеле на десној страни изграђен је земљани насип. До краја 1965. године избетонирана је брана на око 10 метара од крајње висине, а машинска зграда је до јула 1965. године је оспособљена за монтажне радове.
Трећа фаза изградње се могла извршити само приликом малог водостаја реке Дрине. Ови радови су извршени након пролећних великих вода 1966. године. Током пуњења језера, становници околних села су "често осећали краткотрајне потресе земљишта прилично велике јачине".
Хидроелектрану „Бајина Башта” у Перућцу пустио је у погон Јосип Броз Тито, тадашњи председник Југославије, 27. новембра 1966. године.
На изградњи овог објекта било је запослено, поред 22 инжењера и 45 техничара- 65 пословођа, 300 радника машинске и електро струке, 350 тесара, 140 армирача, 125 минера, 90 бетоничара, 30 зидара, и око 550 неквалификованих радника, док је на монтажи опреме и другим радовима било ангажовано око 700 радника и техничког особља.